# Đỗ Thị Tâm (nhà cách mạng)
Đỗ Thị Tâm (1903-1930) là một nữ chí sĩ cách mạng Việt Nam, đảng viên Việt Nam Quốc Dân Đảng.

## Thân thế
Bà còn có tên là Chuyên, sinh năm 1903, nguyên quán ở làng Thịnh Hào, huyện Hoàng Long, tỉnh Hà Đông (nay thuộc Ô Chợ Dừa, quận Đống Đa, thành phố Hà Nội. Ông nội của bà là Đỗ Uẩn, đỗ Cử nhân khoa Giáp Tuất 1874, từng làm Tri phủ Tĩnh Gia (Thanh Hóa), sau tham gia Cần Vương phò vua Hàm Nghi và mất ở thành Tân Sở. Thân phụ là Đỗ Cơ quang, tên thật là Đỗ Văn Viêm, tự là Chân Thiết, thuở trẻ hoạt động trong phong trào Văn thân, sau tham gia Đông Kinh nghĩa thục và Việt Nam Quang phục Hội, thất bại trong vụ ném tạc đạn vào khách sạn Coq D’or ở Hà Nội ngày 26 tháng 4 năm 1913, bị chính quyền thực dân Pháp bắt và xử tử với 17 đồng chí ngày 2 tháng 12 năm 1914. Học giả Nguyễn Hiến Lê có vai vế anh em họ hàng với bà.

## Cuộc đời và sự nghiệp
Lúc sinh thời, nhờ gia sản nhà vợ mà thân phụ bà có điều kiện hoạt động phát triển kinh tài để hoạt động cách mạng. Thân phụ bà có bốn người con, bà là người con thứ 3. Sau khi thân phụ bị giết, bà cùng người em trai út Đỗ Bàng nối nghiệp làm nghề kim hoàn, về sau mở tiệm ở Dư Hàng, Hải Phòng.
Khi bước vào tuổi trưởng thành, bà cùng em trai Đỗ Bàng nối chí cha, làm cách mạng, gia nhập Việt Nam Quốc dân đảng. Bà nhận lãnh trách nhiệm tuyên truyền và mang truyền đơn phổ biến nhiều nơi. Người em Đỗ Bàng làm liên lạc viên cho Đảng, thường xuyên đưa các đồng chí qua Trung Quốc bằng con đường xe lửa Hà Nội – Vân Nam.
Sau khi Khởi nghĩa Yên Bái thất bại, chính quyền thực dân Pháp truy lùng các đảng viên còn lại của Việt Nam Quốc Dân đảng. Tháng 3 năm 1930, bà bị phát hiện trong khi rải truyền đơn sau Giám (Hà Nội). Bà cùng các đồng chí chạy về cơ sở bí mật tại phố Hàng Bột và dùng vũ khí chống trả quyết liệt nhưng do chênh lệch quá lớn về quân số cũng như vũ khí, 2 người bị tử thương, bà cùng 2 người khác bị bắt.
Sau khi bị bắt, bà bị đưa giam tại Hỏa Lò và bị tra tấn tàn nhẫn. Để giữ được khí tiết, ngày 7 tháng 9 năm 1930, bà nuốt giải yếm tự vẫn, khi đó, bà mới 27 tuổi. Người em trai Đỗ Bàng cũng bị bắt sau đó 2 năm, bị tra khảo và bị đánh chết trong ngục tại Hà Nội.